# プリンセスナイン 如月女子高野球部
『プリンセスナイン 如月女子高野球部』（プリンセスナイン きさらぎじょしこうやきゅうぶ）は、日本のテレビアニメ作品。NHK-BS2の「衛星アニメ劇場」枠で1998年に放送された。また、たかみね駆作によって漫画版が描かれ、NHK出版から単行本が発行されている。

## 概要
女子高校に新設された硬式野球部の9人が甲子園を目指すストーリー。1998年4月8日から同年10月14日まで全26話が放送された（のちにドラマCDも発売されている）。この作品を収録したDVD版もある。

## あらすじ
早川涼は天性の野球の才能を買われ、名門お嬢様学校「如月女子高校」に特待生として入学する。理事長・氷室桂子は女子だけの野球部を創設し、男子と対等に甲子園で闘うことを狙っていた。しかし、足りない部員、野球部創設を快く思わない人々、大会参加に女子を認めない高校野球協会、涼や周囲に降りかかるトラブルなど、様々な困難が野球部の前に立ちふさがっていた。涼は大酒飲みの監督・木戸と共に、まず部員集めから始めていく。

## 登場人物

### 主要人物
早川 涼（はやかわ りょう）
声 - 長沢美樹
本作の主人公。ピッチャー。打順9番。亡き父がかつて投げた魔球「イナズマボール」を引っ下げて、甲子園出場を狙う。130km/h級のストレートを武器とする速球投手。なお、変化球は投げられるのだが、試合では使っていない。捕手の真央の技術が未熟で、うまく捕球できないためである（練習では投げている）。経済的な事情から、中卒後は進学せず実家のおでん店の手伝いをするつもりでいたが、氷室理事長からスカウトを受け、特待生（野球部に入部するという条件つきで学費免除）として入学する。
左投げ左打ち、身長161.5cm、体重45.5kg、4月2日生まれ（牡羊座）、血液型O型、特技はおでん作り。15歳。
氷室 いずみ（ひむろ いずみ）
声 - 金月真美
サード。打順4番。氷室理事長の娘。縦ロールが特徴の一見驕慢な「お嬢様」然としているが、その実非常な努力家で、そのため他人にも自分にも人一倍厳しい。また、母がいずみと亡き父より早川父娘に肩入れしていることに傷つき、そして幼馴染の宏樹と涼の接近に悩む多感な少女でもある。元々は将来有望な天才的テニスプレーヤーとして注目されていたが、涼との対決を機に野球に転向、愛用のラケットを処分し、髪型もロングのポニーロール→短めのツインロールに変える。
右投げ右打ち、身長168.5cm、体重48.8kg、8月5日生まれ（獅子座）、血液型A型、趣味はピアノ、オペラ鑑賞、特技はテニス。
森村 聖良（もりむら せいら）
声 - 氷上恭子
セカンド（漫画版ではセンター）。打順1番。中学時代は陸上部員で、やり投げと100m走で中学記録を出し、将来のオリンピック候補とも言われたが、両親の別居騒動が元で不良になった。俊足を見込んだ木戸によって入部させられる。波打つ赤い髪で片目を隠しているのが特徴で、性格は（元からなのか不良になってからなのかは不明ではあるが）直情的でガサツ。
右投げ右打ち（漫画版では右投げ左打ち）、身長171.0cm、体重50.5kg、11月27日生まれ（射手座）、血液型B型、特技はビリヤード（の球を使ったケンカ）。
吉本 ヒカル（よしもと ヒカル）
声 - 長沢直美
ファースト。打順2番。中学時代は大阪で全国軟式野球大会最優秀選手に輝くほどの名選手で、特待生として入学し、最初の部員の一人となった。関西弁が特徴的。誠四郎に惚れる。ストレートロングの髪をツインテールに結っている（ドラマCDによれば、髪留め用のゴムを大量に持ち歩いているとの事）。
右投げ右打ち（左にスイッチ可）、身長158.3cm、体重45.0kg、2月14日生まれ（水瓶座）、血液型B型、趣味はカラオケ、特技は大阪風お好み焼き作り。
堀田 小春（ほった こはる）
声 - 矢島晶子
センター（漫画版ではセカンド）。打順3番。中学時代は高知で野球部に在籍。性別を男性と偽っていたが、女子であることがばれて退部し、その後は漁師である父の手伝いをしていた。髪型は男子と偽っていたためか、クセのあるボーイッシュなセミロングで、性格は硬派で実直。野球における必殺技は「荒波スイング」。
右投げ右打ち、身長156.5cm、体重45.0kg、1月3日生まれ（山羊座）、血液型O型、特技はカツオの一本釣り。
東 ユキ（あずま ユキ）
声 - 川澄綾子
レフト。打順5番。特待生で、最初の部員の一人。中学時代は軟式野球で守備の上手さから最優秀選手に輝くが、他の部員にいじめられ、「ユーカラ星人のフィーフィーちゃん」というキーホルダーマスコットにしか心を開かなくなっていた。しかし、強化合宿を契機に涼たちチームメイトと打ち解けていく。性格は内向的だったが、徐々に強気になっていった（ドラマCD版によれば、宗教の勧誘の人に論争を吹っかけて言い負かすほど）。
右投げ右打ち、身長164.4cm、体重47kg、11月1日生まれ（蠍座）、血液型AB型。
三田 加奈子（みた かなこ）
声 - 笠原留美
ショート。打順6番。三田校長の娘。中学まで軟式野球をやっていたが、高校に入学すると父に野球を禁止され、「小中多美（こなか たみ）」の偽名（「コナカタミ」←「ミタカナコ」のアナグラム）を用い、変装して入部する。正体がばれた後、父から謹慎を命じられるが、何とか父を説得して部に復帰する。成績は割と良い方で、メガネを掛けているが、変装をしている間は外していることから、視力はさほど悪くはないらしい。
右投げ右打ち、身長160.3cm、体重48.5kg、6月10日生まれ（双子座）、血液型A型、趣味は読書、特技は変装。
渡嘉敷 陽湖（とかしき ようこ）
声 - 飯塚雅弓
ライト。打順7番。金髪に小麦色の肌のいわゆるコギャル系（アムラー）で、アイドル志望だったがオーディションに落ち、自分をアピールするにはどうしたらいいか考えていた時、如月女子高に野球部が出来るという新聞記事を見て、目立つために入部した。もちろん野球はまったく出来なかったが、徐々に上手くなっていった。入部当初は部活動に消極的だったが、芸能事務所にスカウトされるも、部員や部活動を優先するなど、しだいに仲間思いな面を見せるようになる。
右投げ右打ち、身長158.5cm、体重41.9kg、B83.6cm、W55.5cm、H83.1cm、10月10日生まれ（天秤座）、血液型AB型、特技は歌&ダンス。
大道寺 真央（だいどうじ まお）
声 - 進藤こころ
キャッチャー。打順8番。中学時代は大柄な体格を買われて柔道部に所属、如月女子校にも特待生として入学した。その体格を見込んで涼とバッテリーを組ませるため、木戸が野球部に入れたが、見掛けに似合わぬ気弱な性格が災いし、最初は守備が下手だった。しかし、みんなの力になりたいと練習を重ね、段々上手くなってきた。
右投げ右打ち、身長175.5cm、体重??kg、3月3日生まれ（魚座）、趣味は甘いもの食べ歩き、特技は一本背負い。
毛利 寧々（もうり ねね）
声 - 川田妙子
かなりの「ぶりっ子」ながら、非常に世話好きで如月女子高野球部のマネージャーを買って出る。一応補欠も兼ねるが、全くと言っていいほど期待できない。乙女チックな性格で、よくマンガの話をする。また、加奈子を「小中多美」に変装させるなど、ろくでもないアイデアを思いついては皆を手助けする。家はお金持ちらしく、セバスチャン（声 - 麻生智久）という（もしくはそう呼んでいる）執事がいる。
身長161.7cm、体重46.5kg、9月9日生まれ（乙女座）、血液型O型、趣味&特技はケーキ作り、マンガ鑑賞、ハーブ栽培、お茶、お花、日舞、ヴァイオリン、和裁、洋裁、バレエ、ぬいぐるみ集め、星占い、お洗濯。

### 主要人物の関係者
高杉 宏樹（たかすぎ ひろき）
声 - 子安武人
如月女子高校の兄弟校である如月高校（男子校）の野球部員で、1年生でありながら4番打者を務める。いずみとは幼馴染で、いいなずけとも噂されているが、涼に好意を寄せている。性格は軟派なようだが真面目。
夏目 誠四郎（なつめ せいしろう）
声 - 岩永哲哉
如月高校に通う涼の幼馴染。スポーツは苦手で、美術部に所属している。涼に対して恋愛感情があったが、涼が宏樹に惚れているの知って諦め、ヒカルと交際する。
木戸 晋作（きど しんさく）
声 - 石井康嗣
如月女子高野球部監督。一見「飲んだくれオヤジ」にしか見えないが、野球への情熱は熱い。高校時代は英彦とバッテリーを組んでいた。大道寺真央の特徴（個人戦は不得意でも、団体競技には向いている）や相手選手のプレースタイルを見抜くなど、監督としての能力は非常に高い。

### その他の人物
氷室 桂子（ひむろ けいこ）
声 - 榊原良子
いずみの母で、如月女子高の理事長。ただし、物事を独断で進める傾向があり、「ワンマン理事長」の異名を持つ。若い頃は英彦と付き合っていたが、とある事情で別れる。その忘れ形見である涼を応援し、自らの夢を託して野球部を創設する。
三田（みた）校長
声 - 龍田直樹
加奈子の父で、如月女子高の校長。一見、学校の体面しか考えない無能なる中年男だが、娘想いのよき（?）父親でもある。その想いが空回りし、加奈子と野球部入部を巡って一騒動起こす。当初は小貫（こぬき）教頭（声 - 三木眞一郎）とともに如月女子高校野球部に反対の立場だったが、やがては応援する立場に変わる。
早川 志乃（はやかわ しの）
声 - 島本須美
涼の母。夫の英彦の死後、おでん屋を開き、女手一つで涼を育てる。芯が強く、娘を温かく見守る心優しい女性。
早川 英彦（はやかわ ひでひこ）
声 - 井上和彦
涼の父。プロ野球を代表するピッチャーだったが、ある事件に巻き込まれて野球界を永久追放され、失意のうちに亡くなる。それでも野球に対する愛は変わらず、涼に野球を教えたのも彼である。

## スタッフ
- 原作 - 伊達憲星
- 監督 - 望月智充
- 監督補佐 - 浦田保則
- シリーズ構成 - 丸山比朗
- キャラクター原案 - 山下明彦
- キャラクターデザイン - 橋本義美
- 美術監督 - 加藤浩
- 色彩設計 - 脇喜代子
- 撮影監督 - 安原吉晃
- 編集 - 西山茂
- 音響監督 - 吉田知弘
- 音楽 - 天野正道
- 音楽プロデューサー - 伊達憲星
- 制作プロデューサー - 小俣真一
- アソシエイトプロデューサー - 原屋楯男
- プロデューサー - 後藤克彦
- 企画・総合プロデューサー - 山木泰人
- アニメーション制作 - フェニックス・エンタテインメント
- 製作 - フェニックス・エンタテインメント、NHKエンタープライズ21

## 主題歌
作曲・編曲は全て天野正道。
「プリンセスナイン」
長沢美樹と金月真美によるオープニングテーマ。作詞はSHOUYOU。
「PASSIONATE DAYS」
長沢美樹と金月真美によるエンディングテーマ。作詞はSHOUYOU。
「WINGS」
花木佐千子による第3話の挿入歌。作詞は伊達憲星。
「化石の街で」
川澄綾子による第22話の挿入歌。作詞は伊達憲星。

## 各話リスト
| 話数 | サブタイトル                   | 脚本     | 絵コンテ       | 演出           | 作画監督          | 初放送日      |
| ---- | ------------------------------ | -------- | -------------- | -------------- | ----------------- | ------------- |
| 1    | わたし早川 涼、15歳!           | 丸山比朗 | 望月智充       | 浦田保則       | 橋本義美          | 1998年 4月8日 |
| 2    | 名門女子高に野球部が?          | 丸山比朗 | 浦田保則       | 鈴木薫         | 松山光治          | 4月15日       |
| 3    | お父さんが立ったマウンドへ     | 北嶋博明 | 西本由紀夫     | はしもとなおと | 河村明夫          | 4月22日       |
| 4    | よろしくね、聖良さん           | 丸山比朗 | 知樹良         | 浦田保則       | 岡迫亘弘          | 4月29日       |
| 5    | 荒波スイングと、対決!          | 丸山比朗 | 小林孝志       | 花井信也       | 今泉賢一          | 5月6日        |
| 6    | このボールを受けとめて         | 川口高朗 | 青木新一郎     | 青木新一郎     | 河村明夫          | 5月13日       |
| 7    | いずみさん、あなたが欲しい!    | 丸山比朗 | 浦田保則       | 鈴木薫         | 松山光治          | 5月27日       |
| 8    | 野球部の運命をかけて           | 丸山比朗 | 望月智充       | 浦田保則       | 田中雄一          | 6月3日        |
| 9    | 勝った者と負けた者と           | 北嶋博明 | 石崎すすむ     | 石崎すすむ     | 岡迫亘弘          | 6月10日       |
| 10   | 如月ナイン誕生!                | 丸山比朗 | 原博           | 吉川浩司       | 海堂祐            | 6月17日       |
| 11   | 私たちは甲子園をめざす!        | 丸山比朗 | はしもとなおと | はしもとなおと | 河村明夫          | 6月24日       |
| 12   | 涙の100連発                    | 丸山比朗 | 浦田保則       | 鈴木薫         | 松山光治 河村明夫 | 7月1日        |
| 13   | オンナのコ作戦開始!            | 川口高朗 | 原博           | 浦田保則       | 橋本義美          | 7月8日        |
| 14   | 幻のイナズマボール             | 川口高朗 | 石崎すすむ     | 石崎すすむ     | 木村光雅          | 7月15日       |
| 15   | お父さんのスキャンダル         | 川口高朗 | 原博           | 原博           | 今泉賢一          | 7月22日       |
| 16   | さよなら、野球部               | 丸山比朗 | 青木新一郎     | 青木新一郎     | 河村明夫          | 7月29日       |
| 17   | 夢…                            | 丸山比朗 | 望月智充       | 浦田保則       | 橋本義美          | 8月5日        |
| 18   | 加奈子のバースデー・プレゼント | 丸山比朗 | 浦田保則       | 鈴木薫         | 松山光治          | 8月12日       |
| 19   | 偽れない想い                   | 丸山比朗 | 石崎すすむ     | 石崎すすむ     | 木村光雅          | 8月19日       |
| 20   | 胸さわぎの強化合宿             | 川口高朗 | 片山一良       | 吉岡仙朋       | 今泉賢一          | 8月26日       |
| 21   | 高杉くんなんて、嫌い!          | 丸山比朗 | 望月智充       | 青木新一郎     | 河村明夫          | 9月2日        |
| 22   | ユキ、ひとりじゃないよ!        | 丸山比朗 | 原博           | 矢野篤         | 川口博史 藤森雅也 | 9月9日        |
| 23   | 美女と野獣の対決!              | 川口高朗 | 小林孝志       | 鈴木薫         | 田中雄一          | 9月16日       |
| 24   | Kiss…                          | 丸山比朗 | 石崎すすむ     | 石崎すすむ     | 木村光雄 河村明夫 | 9月30日       |
| 25   | 運命の準決勝                   | 川口高朗 | 原博           | 花井信也       | 今泉賢一          | 10月7日       |
| 26   | 輝け! プリンセスナイン         | 丸山比朗 | 望月智充       | 望月智充       | 橋本義美          | 10月14日      |

## 関連商品

### CD
| 発売日         | メディア | タイトル                                                               | 規格品番   | レーベル       |
| -------------- | -------- | ---------------------------------------------------------------------- | ---------- | -------------- |
| 1998年04月21日 | シングル | プリンセス・ナイン                                                     | CODC-1489  | 日本コロムビア |
| 1998年06月20日 | シングル | PASSIONATE DAYS                                                        | CODC-1533  | 日本コロムビア |
| 1998年07月18日 | アルバム | プリンセスナイン～如月女子高野球部～オリジナル・サウンドトラック       | COCC-15261 | 日本コロムビア |
| 1998年09月19日 | アルバム | プリンセスナイン～如月女子高野球部～オリジナル・サウンドトラック Vol.2 | COCX-30059 | 日本コロムビア |
| 1998年10月21日 | ドラマCD | プリンセスナイン～如月女子高野球部～CDドラマ 燃える対決!裸のナインたち | COCX-30011 | 日本コロムビア |

### DVD
| 発売日         | メディア | タイトル                                                                                         | 品番       | 収録話    | 発売元           |
| -------------- | -------- | ------------------------------------------------------------------------------------------------ | ---------- | --------- | ---------------- |
| 1999年08月18日 | DVD      | プリンセスナイン～如月女子高野球部～ 第1巻                                                       | PCBP-00133 | 第1~2話   | ポニーキャニオン |
| 1999年09月17日 | DVD      | プリンセスナイン～如月女子高野球部～ 第2巻                                                       | PCBP-00134 | 第3~6話   | ポニーキャニオン |
| 1999年10月20日 | DVD      | プリンセスナイン～如月女子高野球部～ 第3巻                                                       | PCBP-00135 | 第7~10話  | ポニーキャニオン |
| 1999年11月17日 | DVD      | プリンセスナイン～如月女子高野球部～ 第4巻                                                       | PCBP-00136 | 第11~14話 | ポニーキャニオン |
| 1999年12月17日 | DVD      | プリンセスナイン 如月女子高野球部(5)                                                             | PCBP-00137 | 第15~18話 | ポニーキャニオン |
| 2000年01月19日 | DVD      | プリンセスナイン 如月女子高野球部(6)                                                             | PCBP-00138 | 第19~22話 | ポニーキャニオン |
| 2000年02月17日 | DVD      | プリンセスナイン 如月女子高野球部(7)                                                             | PCBP-00139 | 第23~26話 | ポニーキャニオン |
| 2015年02月27日 | DVD      | 想い出のアニメライブラリー 第32集 プリンセスナイン 如月女子高野球部 DVD-BOX デジタルリマスター版 | BFTD-0119  | 全26話    | ベストフィールド |